# Pieski świat
Pieski świat (wł. Mondo cane) – pierwszy film dokumentalny typu mondo w historii, mający swoją włoską premierę 30 marca 1962 roku. Mimo że zaliczany do tego podgatunku, diametralnie różni się od późniejszych produkcji tego typu.

## O filmie
Pieski świat jest pierwszym filmem dokumentalnym z powojennego nurtu tzw. mondo, czyli kina eksploatacji. Filmy te przedstawiały na ekranie prawdziwą śmierć, zarówno zwierząt i ludzi (w Pieskim świecie widzimy człowieka ginącego podczas gonitwy w Pampelunie). Jakkolwiek zdecydowanie mniej szokujący niż późniejsze obrazy tego nurtu, niektóre sceny mogą wciąż budzić niesmak czy oburzenie, nawet w dzisiejszych czasach. 
Film zawiera także sporą dawkę interesujących obyczajów ludzkich. Widz odwiedzi między innymi chińską restaurację, w której klienci mogą sobie wybrać konkretnego psa, a następnie skonsumować go; podwodny cmentarz w Azji czy prymitywne plemiona żyjące wciąż w epoce kamienia łupanego i oddające hołd przelatującym samolotom.

## Produkcja
Zdjęcia kręcono w następujących lokacjach:
- Australia (Sydney);
- Francja (Strasbourg);
- Hongkong;
- Japonia (Kobe);
- Makau;
- Malezja;
- Nepal;
- Niemcy (Hamburg);
- Papua-Nowa Gwinea (wyspa Kiriwina, Goroka, Port Moresby);
- Portugalia;
- Singapur;
- Stany Zjednoczone (Los Angeles, Pasadena, Nowy Jork, Honolulu, atol Bikini na Wyspach Marshalla);
- Tajwan (Tajpej);
- Włochy (Rzym, Castellaneta w prowincji Tarent, Cocullo w prowincji L’Aquila, Nocera Terinese w prowincji Catanzaro)[3]